# مادوللا
مادوللا (به لاتین: Madulla) یک منطقهٔ مسکونی در سری‌لانکا است که در استان یووا واقع شده‌است.